# المكتوبات الربانية
مكتوبات الربانية، كتاب للإمام أحمد السرهندي المتوفى سنة 1624 في التصوف، ضمّ هذا الكتاب معلوماته ومعارفه التي اكتسبها مدة حياته، وكانت بعضها في ذم الدنيا الدنية، وبعضها في النصائح والمواعظ، وبعضها في الترغيب في ترويج أحكام الشريعة، وأكثرها في بيان أسرار الشريعة وتحقيق حقائقها، بالإضافة إلى حلّ رموز الطريقة النقشبندية وكشف دقائقها.